# تكسرات روح (مسلسل)
تكسرات روح (بالتركية: Can Kiriklari)؛ هو مسلسل تلفزيوني تركي، تم عرضه على قناة اي تي في من 8 أكتوبر 2018 إلى 29 أكتوبر 2018.

## القصة
يبدأ تسلسل الأحداث من خلال الحفلة التي يُقيمها رجل الأعمال الثري جيهان كارداغ، أثناء الحفل تسقط فتاة صغيرة من شرفة المنزل وتموت، يُصبح وفاة هذه الفتاة المشبوهة، حديث الصحافة أجمع، ليس الصحافة فحسب، بل أيضًا تُثير هذه الحادثة المفتش العام وكل من ليلى وزينب. من هذا الحدث يتقاطع طريق ليلى مع صديقتها القديمة زينب،

## أبطال المسلسل
شارك في مسلسل تكسرات الروح العديد من الممثلين الأتراك، منهم
هاندي دوغانديمير Hande Doğandemir (ليلى أكغون).
ستشكين أوزدمير Seçkin Özdemir (أصلان إرتشين).
فوندا إيريجيت Funda Eryiğit (زينب انان). أوزغور تشيفيك Özgür Çevik (كريم انان).
أليكان يوسيسوي Alican Yücesoy (جيهان كاراداغ)
. إيجيم أوزكايا Ecem Özkaya (آيسل كراداغ)
. دمير كراهان Demir Karahan (بهجت ساري)
. علي إين Ali İpin (هاشميت كوبرولو).
جوزده دورو بيلج Gözde Duru Belge (بينار).
سو دورا Su Dura (أويا).
هزار موتان Hazar Motan (هاندي تكين).